# Aegithalos sharpei
El mito birmano (Aegithalos sharpei) es una especie de ave paseriforme de la familia Aegithalidae endémica de Birmania.

## Distribución y hábitat
Se encuentra únicamente en los bosques de los montes Chin del suroeste de Birmania.